# John Elkann

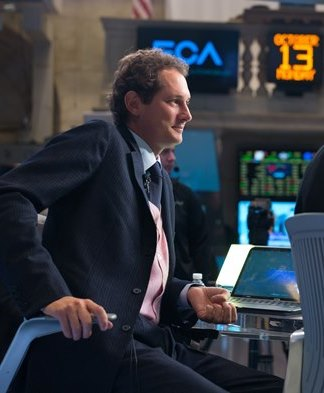
John Elkann (2014)

John Jacob Philip Elkann (* 1. April 1976 in New York, USA) ist ein italienischer Manager und Angehöriger der Unternehmerfamilie Agnelli, deren Geschäfte er an führender Stelle leitet. Er ist Aufsichtsratsvorsitzender von Stellantis und Ferrari und CEO der Investmentgesellschaft Exor, welche die Beteiligungen der Familienholding verwaltet.

## Leben
John Elkann ist der Sohn von Margherita Agnelli und des französischen Publizisten Alain Elkann. Er ist Enkel von Gianni Agnelli sowie des französischen Bankiers Jean-Paul Elkann. Zu seinen Geschwistern zählen der Unternehmer und Modedesigner Lapo Elkann und die Filmregisseurin Ginevra Elkann.
Nach der Scheidung seiner Eltern im Jahr 1981 verbrachte er die Kindheit bei seiner Mutter zwischen Großbritannien, Frankreich und Brasilien. Sein Abitur legte er 1994 am Lycée Victor-Duruy in Paris ab. Im Jahr 2000 schloss er ein Studium des Wirtschaftsingenieurwesens am Polytechnikum Turin ab.
Nachdem der Sohn von Gianni Agnellis Bruder Umberto, Giovanni Alberto Agnelli, im Jahr 1997 mit nur 33 Jahren an einer seltenen Krebsform gestorben war, wurde John Elkann an dessen Stelle als künftiges Oberhaupt des Agnelli-Klans auserkoren und in den Aufsichtsrat des Fiat-Konzerns berufen. Bereits in seiner Studienzeit arbeitete er in verschiedenen Firmen des Fiat-Konzerns, unter anderem in Großbritannien, Polen und Frankreich.
Seine berufliche Laufbahn begann 2001 bei General Electric, für die er als Mitglied des Corporate Audit Staff in Asien, den USA und Europa arbeitete. Ab 2003 arbeitete er für die Investmentgesellschaft IFIL an der Neuausrichtung der Fiat-Gruppe mit. Nach dem Tod seines Onkels Umberto wurde er 2004 unter dem neuen Präsidenten Luca Cordero di Montezemolo Vizepräsident von Fiat. Im Februar 2006 wurde John Elkann zum Vizepräsidenten der IFIL berufen, im April 2007 wurde er Präsident des Istituto Finanziario Industriale (IFI).
Am 20. April 2010 wurde John Elkann Präsident des Fiat-Verwaltungsrates und trat damit die Nachfolge von Luca di Montezemolo an. Am 21. Juli 2018 wurde er als Nachfolger von Sergio Marchionne zum neuen Ferrari-Präsidenten ernannt. Nach dem Rücktritt des Ferrari-Vorstandschefs Louis Camilleri Mitte Dezember 2020 übernahm Elkann interimistisch dessen Aufgabe, bis am 1. September 2021 Benedetto Vigna den Posten übernahm.

### Erbstreit und Vorwurf des Steuerbetrugs
Im September 2024 wurde bekannt, dass die Turiner Staatsanwaltschaft wegen Steuerbetrugs gegen Elkann und seine Geschwister ermittelt. Ausgelöst wurden die Ermittlungen durch den Erbstreit zwischen Margherita Agnelli und ihren Kindern. Durch Hausdurchsuchungen ergaben sich Indizien, dass der letzte Wohnsitz von Elkanns Großmutter Marella Agnelli nicht in der Schweiz, sondern in Italien gewesen sei. Nach dem dann geltenden italienischem Recht wäre einerseits der Erbvertrag ungültig, andererseits wären erhebliche Steuerzahlungen fällig geworden. Die Staatsanwaltschaft wirft Elkann, seinen Geschwistern und dem Testamentsvollstrecker Steuerbetrug vor und beschlagnahmte über 70 Millionen Euro aus dem Familienvermögen.

## Privates
John Elkann ist seit 2004 mit Lavinia Borromeo verheiratet, sie haben zwei gemeinsame Söhne und eine Tochter.